# Facing Fear
Facing Fear é um documentário americano de 2013 dirigido e produzido por Jason Cohen. Lançado em julho de 2013, concorreu ao Oscar 2014 na categoria de Melhor Documentário em Curta-metragem.